# Arūnas Gražulis
Arūnas Gražulis (* 13. Februar 1979 in Kaunas) ist ein litauischer Beamter und Politiker. Seit 2018 ist er Vizeminister des Ministeriums für innere Angelegenheiten.

## Leben
Nach dem Abitur 1997 an der KTUG absolvierte er von 1997 bis 2001 das Bachelorstudium der Politikwissenschaft und 2001–2003 das Masterstudium European Studies und war ab 2003 Doktorand an der Vilniaus universitetas in Vilnius.
Er lehrte auch an der VU schon als Magistrand. Er arbeitete als Konsultant in der Premierminister-Kanzlei (LRVK).
Von 2017 bis 2018 war er Vizeminister, Stellvertreter des Innenministers Eimutis Misiūnas im Kabinett Skvernelis (anstelle Surplys).
Er ist Mitglied der Lietuvos valstiečių ir žaliųjų sąjunga.
Er spricht englisch und russisch.

## Familie
Gražulis ist ledig und hat keine Kinder.